# Henrique V de Inglaterra
Henrique V de Inglaterra (Monmouth, 16 de setembro de 1386 – Vincennes, 31 de agosto de 1422) foi o Rei da Inglaterra de 1413 até sua morte. Era filho do rei Henrique IV e sua primeira esposa Maria de Bohun, sendo o segundo monarca inglês da Casa de Lencastre. Foi imortalizado como personagem em diversas peças políticas de William Shakespeare: Ricardo II, Henrique IV, Parte 1, Henrique IV, Parte 2 e Henrique V.

## Biografia

### Primeiros anos
Henrique nasceu na torre por cima da casa de guarda do Castelo de Monmouth no País de Gales, motivo pelo qual é por vezes chamado de Henrique de Monmouth. Era filho de Henrique de Bolingbroke (mais tarde, Henrique IV de Inglaterra) e de Maria de Bohun. O primo do seu pai era o monarca inglês no poder, o rei Ricardo II. O avô paterno de Henrique era o influente João de Gante, filho do rei Eduardo III. Uma vez que Henrique não estava perto da linha de sucessão, a sua data de nascimento não foi registrada oficialmente e, durante muitos anos, não se soube se ele tinha nascido em 1386 ou em 1387. Porém, há registros que indicam que o seu irmão mais novo, Tomás, nasceu no outono de 1387 e que os seus pais estavam em Monmouth em 1386, mas não em 1387. Atualmente, a teoria mais aceita é que Henrique nasceu em 16 de setembro de 1386.
Após o exílio do pai de Henrique, em 1398, Ricardo II ficou com o rapaz a seu cargo e tratou-o bem. O jovem Henrique acompanhou Ricardo à Irlanda. Enquanto estava à serviço da coroa, visitou o Castelo de Trim em Meath, o local de encontro antigo do Parlamento da Irlanda.
Em 1399, morreu João de Gante e o seu pai revoltou-se contra o primo Ricardo II de Inglaterra, acabando por depô-lo e subir ao trono. Com a mudança, Henrique regressou da Irlanda e assumiu um papel mais proeminente. Agora era herdeiro da coroa e, como tal, Duque da Cornualha e Príncipe de Gales. Foram-lhe ainda conferidos os títulos de Duque de Lencastre, Conde de Chester e Duque de Aquitânia. Estes títulos não eram só nominais. Henrique encarregou-se desde muito cedo da administração de Gales e em 1403, com apenas 16 anos, liderou os ingleses na batalha de Shrewsbury, que pôs fim à revolta organizada por Henry Percy. Apesar de seriamente ferido em batalha, Henrique continuou no terreno, lutando até 1408 contra Owain Glyndwr, outro rebelde galês.
Antes disso, logo em 1399, Henrique esteve algum tempo na Queen's College em Oxford, sob o cuidado do seu tio, Henrique Beaufort, o chanceler da universidade. Entre 1400 e 1404, ele desempenhou a função de Alto Xerife da Cornualha.

Henrique, Príncipe de Gales, e oferecer o livro Regement of Princes de Thomas Hoccleve a John de Mowbray, 2.º Duque de Nortfolk (1411–13).

A partir de 1410, Henrique assumiu o controle da administração, devido ao estado de saúde do pai, cada vez mais débil. Com a ajuda dos seus tios, Henrique e Thomas Beaufort, detinham o controle efetivo do governo. Henrique discordava com o rei tanto na política estrangeira como na interna e este demitiu o seu filho do conselho em novembro de 1411. O conflito entre pai e filho foi apenas político, mas é provável que os Beaufort tenham discutido a abdicação de Henrique IV.

### Juventude supostamente rebelde
É possível que a história tradicional e imortalizada por William Shakespeare, de que Henrique teve uma juventude rebelde tenha tido origem numa inimizade política. Os registros do envolvimento de Henrique na guerra e na política, até na sua juventude, refutam esta história. O incidente mais famoso, a sua briga com o chefe da justiça, não foi relatado na época e só surge num relato de Sir Thomas Elyot em 1531.
A história de Falstaff teve origem na amizade de Henrique com Sir John Oldcastle, um apoiante do lollardismo. O nome original de Falstaff de Shakespeare era "Oldcastle", segundo a sua fonte original, a obra The Famous Victories of Henry V. Os descendentes de Oldcastle opuseram-se ao uso do seu nome e este foi alterado (a personagem tornou-se num composto de várias pessoas, incluindo Sir John Fastolf). Essa amizade e a oposição política do príncipe a Thomas Arundel, Arcebispo da Cantuária, podem ter encorajado as esperanças dos lollardistas. Se assim foi, a sua desilusão pode ter inspirado escritores eclesiásticos como Thomas Walsingham, a declarar que Henrique se tornou subitamente num novo homem quando subiu ao trono.

## Reinado

### Ascensão ao trono
Finalmente em 20 de março de 1413, Henrique de Monmouth sucede a seu pai como Henrique V. A sua coroação foi realizada em 9 de abril de 1413 na Abadia de Westminster e a cerimónia ficou marcada por uma terrível tempestade de neve, mas o povo não se decidiu se isso seria um bom ou um mau presságio. Segundo descrições da época, Henrique era "muito alto (media cerca de 1,90 m), magro, com cabelo escuro e um corte em forma anelar por cima das orelhas e barbeado". A sua testa era avermelhada e o rosto magro, com um nariz proeminente e pontiagudo. Dependendo do seu humor, os seus olhos "brilhavam com a brandura de uma pomba, ou com o esplendor de um leão".

### Política doméstica

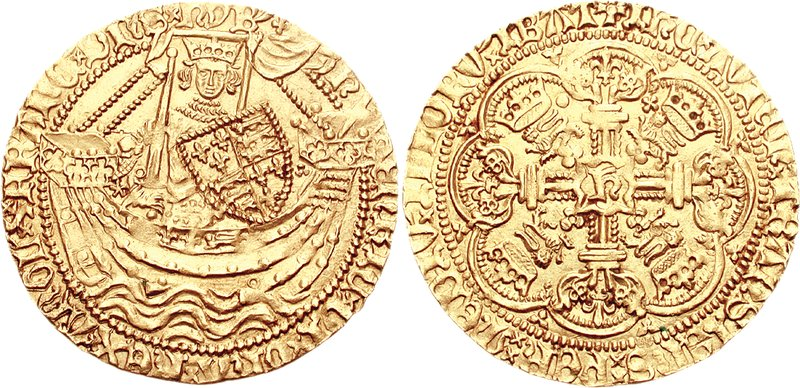
Moeda do reinado de Henrique V.

As suas primeiras medidas foram no sentido de pacificar os conflitos internos derivados da violenta subida ao poder do seu pai. Foram emitidas amnistias e restituídos como herdeiros os filhos de homens que se opuseram a Henrique IV e morreram por isso. Henrique V deu ainda um enterro digno a Ricardo II, tendo ordenado que os seus restos mortais fossem transferidos de um mosteiro em Stirling para a Abadia de Westminster.

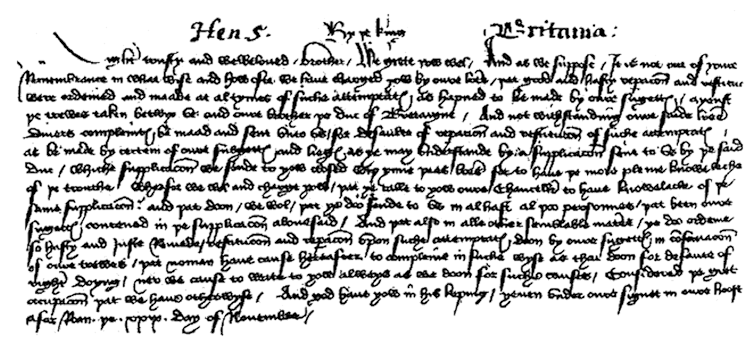
Carta escrita por Henrique V que utiliza a Chancery Standard, uma forma de inglês.

No entanto, quando Henrique via um perigo doméstico grave agia com firmeza e impiedade. Exemplo disso é o caso do descontentamento dos lollardistas a partir de janeiro de 1414 que levou à execução do velho amigo de Henrique, Sir John Oldcastle para "cortar o movimento pela raiz" e cimentar a sua posição como soberano.
A partir de agosto de 1417, Henrique promoveu o uso da língua inglesa no governo e o seu reinado marca o surgimento do Chancery Standard, assim como da implementação do inglês como língua para registros dentro do governo. Henrique V foi o primeiro rei a usar o inglês na sua correspondência pessoal desde a Invasão Normanda 350 anos antes.

### Política estrangeira
Livre de pressões internas, Henrique dedicou-se à política externa, nomeadamente à sua pretensão à coroa de França e à resolução da guerra dos cem anos que durava já desde 1337.
Velhas disputas comerciais e o apoio que os franceses tinham dado a Owain Glyndŵr foram as desculpas usadas para travar uma guerra enquanto o país se encontrava em desordem. O rei Carlos VI de França era propenso a doenças mentais e chegava a acreditar que era feito de vidro e o seu filho mais velho não era nada promissor. No entanto, na opinião dos ingleses, a guerra justificava-se devido a uma velha reivindicação ao trono francês iniciada por Eduardo III de Inglaterra.

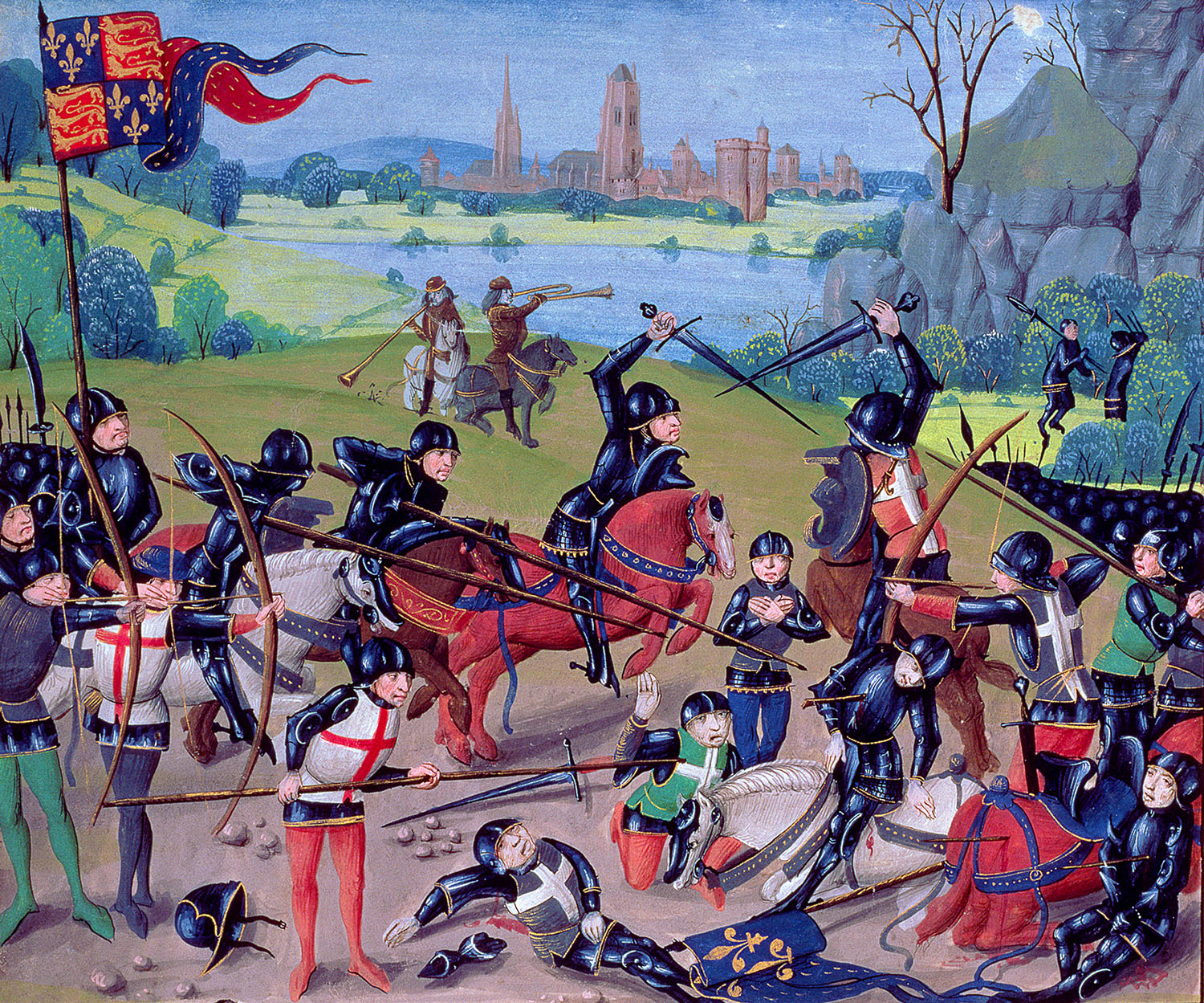
Miniatura da Batalha de Azincourt.

A campanha de 1415 foi marcada pelo sucesso da batalha de Azincourt (25 de outubro), onde as suas tropas reduzidas e mal alimentadas derrotaram o grosso do exército francês e dos seus aliados. Costuma dizer-se que as tropas francesas ficaram presas na lama do campo de batalha, que se encontrava encharcado após chuvas fortes na noite anterior e que foi isso que travou o seu avanço. Isto permitiu que as tropas fossem alvos fáceis para os arqueiros ingleses e galeses. A maioria das tropas foi simplesmente esfaqueada até à morte por se encontrar presa na lama. No entanto, esta é considerada a maior vitória do reinado de Henrique V e uma das mais decisivas da Guerra dos Cem Anos, em conjunto com as batalhas de Crécy (1346) e de Poitiers (1356).
Durante a batalha, Henrique ordenou a execução dos prisioneiros franceses, incluindo os mais ilustres que poderiam ter sido usados para pedir um resgate. O historiador Brett Tingley afirma que Henrique temia que os prisioneiros se revoltassem contra os seus captores e se revoltassem contra eles enquanto os ingleses estivessem ocupados a reprimir a terceira onda de tropas inimigas, o que poderia pôr em causa uma vitória muito sofrida.
A conclusão vitoriosa de Azincourt, do ponto de vista dos ingleses, foi apenas o primeiro passo da campanha para recuperar os territórios franceses que Henrique V achava que pertenciam à coroa inglesa. Azincourt deu-lhe a esperança de que poderia conquistar o trono francês.

#### Diplomacia e controle do mar
O controle do mar foi garantido depois da expulsão dos aliados genoeses dos franceses do canal da Mancha. Enquanto Henrique se ocupava nas negociações para um tratado de paz em 1416, a frota genoesa e francesa cercou o porto de Harfleur, onde os ingleses se encontravam estacionados. Uma força terrestre francesa também cercou a cidade. Em março de 1416, um grupo de soldados do conde de Dorset, Thomas Beaufort, foi atacado e por pouco não foi derrotado na Batalha de Valmont, depois de um contra-ataque dos soldados de Garfleur. Para libertar a cidade, Henrique enviou o seu irmão, João, Duque de Bedford, que conseguiu reunir uma frota e zarpou de Beachy Head em 14 de agosto. A frota franco-genoesa foi derrotada no dia seguinte depois de uma dura batalha de sete horas e Harfleur foi libertada. Através de diplomacia, o imperador Sigismundo retirou o seu apoio à França e o Tratado da Cantuária, também assinado em agosto de 1416, confirmou uma curta aliança entre a Inglaterra e o Sacro Império Romano-Germânico.

#### Campanha de 1417-20 e de 1421

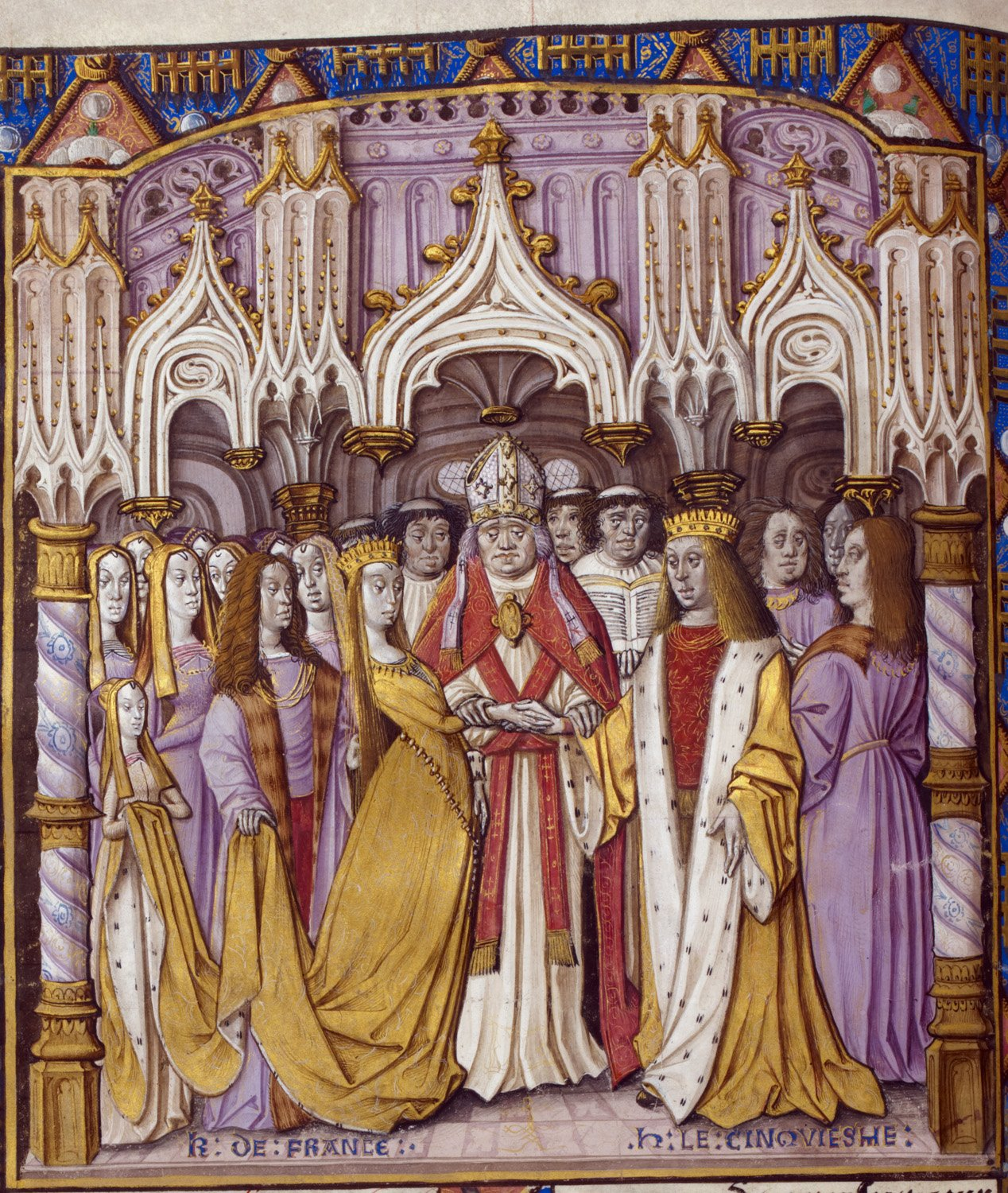
Retrato de finais do século XV do casamento de Henrique V com Catarina de Valois.

Com estes dois inimigos dominados, e depois de uma preparação paciente após a Batalha de Azincourt, em 1417, Henrique renova as hostilidades e conquista a Normandia, enquanto os franceses se encontravam divididos pelas disputas entre Armagnacs e borgonheses. Ruão cai em janeiro de 1419. Os franceses que resistiram foram severamente punidos: Alain Blanchard, que tinha enforcado prisioneiros ingleses na muralha de Ruão, foi executado; Robert de Livet, o cónego de Ruão que tinha excomungado o rei inglês, foi enviado para a Inglaterra e ficou preso durante cinco anos.
Em agosto Henrique acampa com o seu exército sob as muralhas de Paris. As intrigas dos franceses culminaram no assassinato de João o Temerário, Duque da Borgonha pelos apoiantes de Carlos, o delfim, em Montereau-Fault-Yonne a 10 de setembro. Filipe, o Bom, o novo duque, e a corte francesa entregaram-se a Henrique. Após seus meses de negociações, o Tratado de Troyes reconheceu Henrique como o herdeiro e regente de França. A 2 de junho de 1420, este casou-se com Catarina de Valois, a filha do rei de França, na Catedral de Troyes. Eles tiveram um filho, Henrique, nascido a 6 de dezembro de 1421 no Castelo de Windsor.
Entre junho e julho de 1420, o exército do rei Henrique cercou e conquistou a fortaleza militar de Montereau-Fault-Yonne, perto de Paris. Após uma tentativa falhada em 1428, Carlos VII voltou a conquistar a fortaleza em 1437.
Tudo parecia apontar para a união pessoal com a França e Henrique retirou-se, no auge do seu poder, para Inglaterra, mas a visita durou pouco tempo.
Em 1421, o seu irmão Tomás, Duque de Clarence, morreu na desastrosa batalha de Baugé e obrigou Henrique a regressar ao teatro de operações. Esta seria a sua última campanha militar. Entre julho e agosto, as forças de Henrique cercaram e capturaram Dreux. A 6 de outubro, as forças deram início a um cerco a Meaux, tendo capturado a cidade a 11 de maio de 1422,

## Morte
O inverno passado em campanha, no cerco de Meaux, enfraqueceu a saúde do rei e este acabou por morrer de disenteria em agosto de 1422. Outro fator que pode ter contribuído para a sua morte foi insolação, uma vez que Henrique passou o seu último dia de vida a cavalgar de armadura sob bastante calor. Ele tinha 35 anos e teve um reinado de nove anos.
Pouco antes da sua morte, Henrique tinha nomeado o seu irmão, João, Duque de Bedford, regente da França em nome do seu filho Henrique, que na altura tinha apenas nove meses. Henrique V não viveu tempo suficiente para ser coroado rei de França uma vez que Carlos VI, que o tinha nomeado seu herdeiro, só viria a morrer dois meses depois dele.
O corpo de Henrique V transladado para Londres e encontra-se sepultado na Abadia de Westminster.
Henrique V foi sucedido pelo filho homónimo, então um bebé de nove meses, longe de representar o líder forte que se desejava para manter os princípios do tratado de Troyes. Assim, quando Carlos VI de França morreu poucos meses depois, o seu filho ficou à vontade para ignorar os acordos e, apesar de deserdado, reclamar a coroa francesa. Só em 1801 os reis ingleses abdicaram dessa pretensão.

## Descendência
|  | Nome                      | Nascimento            | Morte                    | Consorte (datas de nascimento e morte) filhos                                              |
|  | Henrique VI de Inglaterra | 6 de dezembro de 1421 | 21 ou 22 de maio de 1471 | Casado em 23 de abril de 1445, Margarida de Anjou; com descendência Eduardo de Westminster |